# Воденица
Воденица е хидротехническо съоръжение, вид мелница, използваща енергията на водата, която се генерира с помощта на водно колело. Водното колело работи със струя вода и механичната енергия, произведена от въртенето му се използва за мелене на зърно и получаване на брашно. Това е най-широката употреба, но може да се използва и за коване на желязо, изработване на хартия, обработка на кожа или текстил.

## История
Воденицата е по-стара от вятърната мелница. Започва да се използва масово в Европа някъде около IX век, паралелно с изчезването на владичеството. По това време е много по-рационално да се използва водната енергия, отколкото човешката или животинската сила, защото продуктивността е много по-голяма. Така например един воденичен камък може да смели около 150 kg брашно за един час, докато за същото количество ще са необходими 40 роби. Воденицата, както и вятърната мелница, са изместени през XIX век първо от парната машина, а след това и от електрическия двигател.
С навлизането на електричеството в ежедневието на хората през XX век, водениците почти напълно изчезват, защото тяхната употреба не е рентабилна. Само в отделни селски райони се използват до 1960-те. В България повечето мелници са напълно изоставени и занемарени, но през 2008 година е подета инициатива от някои села за тяхното реконструиране и превръщане в музей на открито. В други страни по света, също има тенденция отделни стари мелници да се реконструират и модернизират с цел демонстрация на тяхното действие.
В някои развиващи се страни водениците все още се използват масово, например в Непал – 25 000 и Индия 200 000. Много от тях са от традиционния стил, но други са обновени с нови части и материали.

## Начин на работа
Принципът на действие на воденицата е сравнително прост. В най-общи линии за задвижване на воденицата се използва водата от извор или река. Тя се отбива и след това задвижва колелото на воденицата, като може да пада от височина или да използва течението на водната маса. Водното колело на свой ред предава това движение на машините, използвани за производството на брашно, текстил и други. В повечето случаи колелото се слага вертикално.